# Somoni
Somoni (tadż. сомонӣ) – podstawowa jednostka monetarna w Tadżykistanie, dzieli się na 100 diramów. Nazwana na cześć tadżyckiego bohatera narodowego Ismaila I Samanidy.
30 października 2000 roku somoni zastąpiło dotychczasową jednostkę rozliczeniową, stosowaną w Tadżykistanie – rubla tadżyckiego, według przelicznika 1 somoni za 1000 rubli tadżyckich. Wymiana trwała do 1 kwietnia 2001 roku.

## Monety

### Seria 2001-2018
|         |        | 5 diramów  | 16,55 mm | 1,4 mm  | 2,05 g | gładki                             | 7 gwiazd Tadżykistanu, „ҷумҳурии Тоҷикистон” | 2001 | 9 marca 2001 | Mennica Petersburska |
| 2006    | 2006   | 5 diramów  | 16,55 mm | 1,4 mm  | 2,05 g | gładki                             | 7 gwiazd Tadżykistanu, „ҷумҳурии Тоҷикистон” |      |              | Mennica Petersburska |
|         |        | 10 diramów | 17,55 mm | 1,5 mm  | 2,45 g | gładki                             | 7 gwiazd Tadżykistanu, „ҷумҳурии Тоҷикистон” | 2001 | 9 marca 2001 | Mennica Petersburska |
| 2006    | 2006   | 10 diramów | 17,55 mm | 1,5 mm  | 2,45 g | gładki                             | 7 gwiazd Tadżykistanu, „ҷумҳурии Тоҷикистон” |      |              | Mennica Petersburska |
|         |        | 20 diramów | 18,55 mm | 1,5 mm  | 2,75 g | gładki                             | 7 gwiazd Tadżykistanu, „ҷумҳурии Тоҷикистон” | 2001 | 9 marca 2001 | Mennica Petersburska |
| 2006    | 2006   | 20 diramów | 18,55 mm | 1,5 mm  | 2,75 g | gładki                             | 7 gwiazd Tadżykistanu, „ҷумҳурии Тоҷикистон” |      |              | Mennica Petersburska |
|         |        | 25 diramów | 19,05 mm | 1,4 mm  | 2,8 g  | gładki                             | 7 gwiazd Tadżykistanu, „ҷумҳурии Тоҷикистон” | 2001 | 9 marca 2001 | Mennica Petersburska |
| 2006    | 2006   | 25 diramów | 19,05 mm | 1,4 mm  | 2,8 g  | gładki                             | 7 gwiazd Tadżykistanu, „ҷумҳурии Тоҷикистон” |      |              | Mennica Petersburska |
| 1,45 mm | 2,75 g | 25 diramów | 19,05 mm | 2010    | 2010   | gładki                             | 7 gwiazd Tadżykistanu, „ҷумҳурии Тоҷикистон” |      |              | Mennica Petersburska |
|         |        | 50 diramów | 21,05 mm | 1,5 mm  | 3,65 g | gładki                             | 7 gwiazd Tadżykistanu, „ҷумҳурии Тоҷикистон” | 2001 | 9 marca 2001 | Mennica Petersburska |
| 2006    | 2006   | 50 diramów | 21,05 mm | 1,5 mm  | 3,65 g | gładki                             | 7 gwiazd Tadżykistanu, „ҷумҳурии Тоҷикистон” |      |              | Mennica Petersburska |
| 3,45 g  | 2010   | 50 diramów | 21,05 mm | 1,5 mm  | 2010   | gładki                             | 7 gwiazd Tadżykistanu, „ҷумҳурии Тоҷикистон” |      |              | Mennica Petersburska |
|         |        | 1 somoni   | 23,95 mm | 1,65 mm | 5,2 g  | ząbkowany/gładki                   | Ismail Samani, „ҷумҳурии Тоҷикистон”         | 2001 | 9 marca 2001 | Mennica Petersburska |
|         |        | 3 somoni   | 25,5 mm  | 1,8 mm  | 6,3 g  | litery                             | Godło, „ҷумҳурии Тоҷикистон”                 | 2001 | 9 marca 2001 | Mennica Petersburska |
|         |        | 5 somoni   | 26,45 mm | 1,95 mm | 7 g    | sekcje ząbkowane/gładkie i gwiazdy | Abuabdullo Rudaki, „ҷумҳурии Тоҷикистон”     | 2001 | 9 marca 2001 | Mennica Petersburska |

### Seria 2011-
| Seria 2011- | Seria 2011-     | Seria 2011- | Seria 2011- | Seria 2011- | Seria 2011- | Seria 2011-           | Seria 2011- | Seria 2011-     | Seria 2011-           |
| Grafika     | Grafika         | Wartość     | Parametry   | Parametry   | Parametry   | Rant                  | Data        | Data            | Mennica               |
| Rewers      | Awers           | Wartość     | Średnica    | Grubość     | Masa        | Rant                  | Wybicia     | Wprowadzenia    | Mennica               |
| ----------- | --------------- | ----------- | ----------- | ----------- | ----------- | --------------------- | ----------- | --------------- | --------------------- |
|             |                 | 1 diram     | 14,5 mm     | 1,2 mm      | 1,3 g       | gładki                | 2011        | 2 lutego 2013   | Mennica Kazachstańska |
|             |                 | 2 diramy    | 16 mm       | 1,2 mm      | 1,6 g       | gładki                | 2011        | 2 lutego 2013   | Mennica Kazachstańska |
|             |                 | 5 diramów   | 18 mm       | 1,2 mm      | 2 g         | gładki                | 2011        | 15 czerwca 2012 | Mennica Kazachstańska |
| 2015        | 28 maja 2015    | 5 diramów   | 18 mm       | 1,2 mm      | 2 g         | gładki                |             |                 | Mennica Kazachstańska |
| 2017        | 2017            | 5 diramów   | 18 mm       | 1,2 mm      | 2 g         | gładki                |             |                 | Mennica Kazachstańska |
|             |                 | 10 diramów  | 20,5 mm     | 1,4 mm      | 3 g         | gładki                | 2011        | 15 czerwca 2012 | Mennica Kazachstańska |
| 2015        | 28 maja 2015    | 10 diramów  | 20,5 mm     | 1,4 mm      | 3 g         | gładki                |             |                 | Mennica Kazachstańska |
| 2017        | 2017            | 10 diramów  | 20,5 mm     | 1,4 mm      | 3 g         | gładki                |             |                 | Mennica Kazachstańska |
| 2018        | 30 czerwca 2018 | 10 diramów  | 20,5 mm     | 1,4 mm      | 3 g         | gładki                |             |                 | Mennica Kazachstańska |
|             |                 | 20 diramów  | 23,5 mm     | 1,6 mm      | 4,5 g       | ząbkowany             | 2011        | 15 czerwca 2012 | Mennica Kazachstańska |
| 2015        | 28 maja 2015    | 20 diramów  | 23,5 mm     | 1,6 mm      | 4,5 g       | ząbkowany             |             |                 | Mennica Kazachstańska |
| 2017        | 2017            | 20 diramów  | 23,5 mm     | 1,6 mm      | 4,5 g       | ząbkowany             |             |                 | Mennica Kazachstańska |
| 2018        | 30 czerwca 2018 | 20 diramów  | 23,5 mm     | 1,6 mm      | 4,5 g       | ząbkowany             |             |                 | Mennica Kazachstańska |
|             |                 | 50 diramów  | 26 mm       | 1,6 mm      | 5,5 g       | ząbkowany             | 2011        | 15 czerwca 2012 | Mennica Kazachstańska |
| 2015        | 28 maja 2015    | 50 diramów  | 26 mm       | 1,6 mm      | 5,5 g       | ząbkowany             |             |                 | Mennica Kazachstańska |
| 2017        | 2017            | 50 diramów  | 26 mm       | 1,6 mm      | 5,5 g       | ząbkowany             |             |                 | Mennica Kazachstańska |
| 2018        | 30 czerwca 2018 | 50 diramów  | 26 mm       | 1,6 mm      | 5,5 g       | ząbkowany             |             |                 | Mennica Kazachstańska |
|             |                 | 1 somoni    | 27 mm       | 1,4 mm      | 5,2 g       | ząbkowany             | 2011        | 15 czerwca 2012 | Mennica Kazachstańska |
| 2017        | 2017            | 1 somoni    | 27 mm       | 1,4 mm      | 5,2 g       | ząbkowany             |             |                 | Mennica Kazachstańska |
|             |                 | 1 somoni    | 24,55 mm    | 1,6 mm      | 5,8 g       | ząbkowany             | 2018        | 30 czerwca 2018 | Mennica Petersburska  |
|             |                 | 3 somoni    | 25,5 mm     | 1,65 mm     | 6,35 g      | litery, znaki, liczby | 2018        | 30 czerwca 2018 | Mennica Petersburska  |
|             |                 | 5 somoni    | 26,5 mm     | 1,7 mm      | 7 g         | ząbkowany /gładki     | 2018        | 30 czerwca 2018 | Mennica Petersburska  |

### Monety okolicznościowe
W listopadzie 2004 r. wyemitowano pierwsze monety kolekcjonerskie Tadżykistanu, o nominałach 1, 3 i 5 somoni.

### Monety kolekcjonerskie
Są wybijane od 2004 r., wykonane ze srebra i złota.

## Banknoty

### Banknoty z emisji 1999
Banknoty o nominałach 1, 5, 20, 50 diramów, oraz 1, 5, 10, 20, 50, 100 somoni zostały wydane 30 października 2000 r., z dekretu Prezydenta Republiki Tadżykistanu nr. 415 z dnia 26 października 2000 r. Banknoty o najniższych nominałach zostały wydrukowane przez niemiecką drukarnię Giesecke und Devrient, banknoty o wyższych nominałach zostały wydrukowane w moskiewskiej drukarni Goznak.
Każdy banknot został wydrukowany w 100% z papieru z włókien bawełnianych, które zawierają bezbarwne nici zabezpieczające świecące pod wpływem promieni ultrafioletowych, w kolorach kolor czerwonym, zielonym i niebieskim.
Banknoty diramowe ze względu na niską wartość są stale zastępowane monetami.
| Awers | Rewers | Nominał    | Wymiary (mm) | Kolor                 | Opis Awers                                       | Opis Rewers                                | Data druku | Data wprowadzenia    |
| ----- | ------ | ---------- | ------------ | --------------------- | ------------------------------------------------ | ------------------------------------------ | ---------- | -------------------- |
|       |        | 1 diram    | 100 × 60     | brązowy               | Tadżycki Teatr Opery i Baletu                    | Krajobraz górski                           | 1999       | 30 października 2000 |
|       |        | 5 diramów  | 100 × 60     | niebieski             | Pałac Kultury Arbob                              | Mauzoleum w Cziluczorczaszma               | 1999       | 30 października 2000 |
|       |        | 20 diramów | 100 × 60     | zielony               | Sala konferencyjna Narodowego Banku Tadżykistanu | Krajobraz górski                           | 1999       | 30 października 2000 |
|       |        | 50 diramów | 100 × 60     | fioletowy             | Ismail Samani                                    | Dolina górska                              | 1999       | 30 października 2000 |
|       |        | 1 somoni   | 141 × 65     | zielony               | Mirzo Tursunzoda                                 | Budynek Narodowego Banku Tadżykistanu      | 1999       | 30 października 2000 |
|       |        | 5 somoni   | 147 × 65     | niebieski             | Sadriddin Ajni                                   | Mauzoleum Abu Abdullah Rudaki w Pandżakent | 1999       | 30 października 2000 |
|       |        | 10 somoni  | 150 × 65     | pomarańczowy czerwony | Mir Sajid Ali Hamadoni                           | Mauzoleum Mir Said Alii Hamadoni w Kulab   | 1999       | 30 października 2000 |
|       |        | 20 somoni  | 153 × 65     | brązowy niebieski     | Awicenna                                         | Twierdza w Hisarze                         | 1999       | 30 października 2000 |
|       |        | 50 somoni  | 156 × 65     | niebieski zielony     | Bobodżan Gafurow                                 | Herbaciarnia Sino w dystrykcie Isfara      | 1999       | 30 października 2000 |
|       |        | 100 somoni | 159 × 68     | brązowy niebieski     | Ismail                                           | Pałac prezydenta w Duszanbe                | 1999       | 30 października 2000 |

### Banknoty z emisji 2010
10 września 2010 roku zostały wydrukowane nowe banknoty o nowych nominałach 3, 200 i 500 somoni z okazji 19. rocznicy odzyskania niepodległości. Zostały one wydrukowane z nowymi zabezpieczeniami. Celem wpuszczenia nowych banknotów było wzmocnienie systemu monetarnego i finansowego w Tadżykistanie. Banknot 500 somoni jest pierwszym banknotem hybrydowym w Tadżykistanie.
| Awers | Rewers | Nominał    | Wymiary (mm) | Kolory                  | Opis Awers           | Opis Rewers                      | Data druku | Data wprowadzenia |
| ----- | ------ | ---------- | ------------ | ----------------------- | -------------------- | -------------------------------- | ---------- | ----------------- |
|       |        | 3 somoni   | 141 × 65     | magenta                 | Szirinszoh Szohtemur | Budynek parlamentu Tadżykistanu  | 2010       | 10 września 2010  |
|       |        | 200 somoni | 159 × 68     | brązowy żółty niebieski | Machsum Nusratullo   | Biblioteka Narodowa Tadżykistanu | 2010       | 10 września 2010  |
|       |        | 500 somoni | 162 × 71     | niebieski żółty         | Rudaki               | Pałac prezydencki w Duszanbe     | 2010       | 10 września 2010  |

### Zmodernizowane banknoty
W latach 2013–2018 zmodernizowano w niezmienionej grafice banknoty o nominałach 5, 10, 20, 50, 100 i 500 somoni dodając ulepszone zabezpieczenia i dodając hologram na najniższych nominałach banknotów.

### Banknot 1000 somoni
W 2016 roku Narodowy Bank Tadżykistanu rozważał na wprowadzeniu nowego obiegowego banknotu o nominale 1000 somoni, na którym miałby się znajdować wizerunek prezydenta Emomali Rahmona. Pomysł na wybór wizerunku zaproponował Hasanboi Asadow, nauczyciel szkoły średniej z Isfara. Pierwsze pomysły na nowy banknot rozpoczęły się w 2015 r.